# Drottning Elizabeths land
Ej att förväxla med Princess Elizabeth Land.

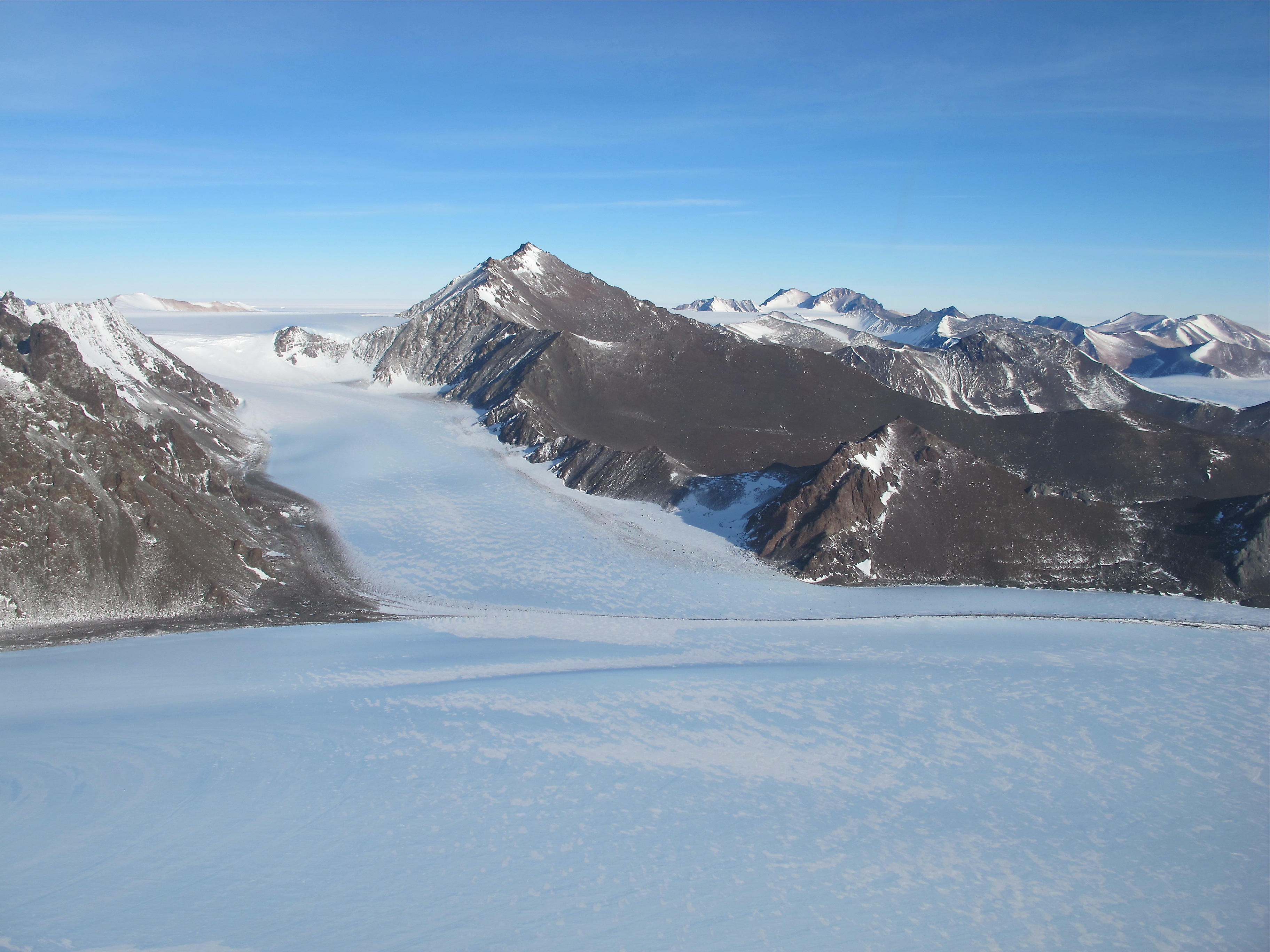
Jökeln rör sig från Pensacola Mountains till Filchner-Rønnes shelfis

Drottning Elizabeths land (på engelska Queen Elizabeth Land) är ett område i Antarktis som ingår i Brittiska Antarktisterritoriet. Området uppkallades efter drottning Elizabeth II i samband med hennes sextioårsjubileum som regerande drottning (2012).

## Beskrivning
Med sina 437 000 kvadratkilometer är Drottning Elizabeths land omkring dubbelt så stort som Storbritannien (ö) och Nordirland tillhopa, och består huvudsakligen av en trekantig bit av Antarktis med ett hörn i sydpolen. Det avgränsas i norr av Filchners och Rønnes shelfisar, i nordost av Coats Land, i öster av Dronning Maud Land och sträcker sig på västsidan fram till en linje mellan sydpolen och Rutford Ice Stream, öster om Constellation Inlet. Bergskedjan Pensacola Mountains, som upptäcktes i januari 1956, sträcker sig över 450 kilometer i nordost–sydvästlig riktning i territoriets centrala delar.